# Eparchie birobidžanská
Eparchie birobidžanská je eparchie ruské pravoslavné církve nacházející se v Rusku.

## Území a titul biskupa
Zahrnuje správní hranice území Židovské autonomní oblasti.
Eparchiálnímu biskupovi náleží titul biskup birobidžanský a kuldurský.

## Historie
Ve druhé polovině 19. století po připojení Přiamuří k Ruskému impériu bylo území současné birobidžanské eparchie připojeno ke kamčatské eparchii. Od roku 1899 bylo území součástí blagověščenské eparchie a roku 1925 chabarovské eparchie.
Dne 7. října 2002 byla rozhodnutím Svatého synodu zřízena z části území chabarovské eparchie nová eparchie birobidžanská.

## Seznam biskupů
- 2002–2015 Iosif (Balabanov)
- 2015–2024 Jefrem (Prosjanok)
- od 2024 Luka (Volčkov)